# Porlav
Porlav (Pertusaria pertusa) är en lavart som först beskrevs av Christian Ehrenfried Weigel, och fick sitt nu gällande namn av Edward Tuckerman. Porlav ingår i släktet Pertusaria och familjen Pertusariaceae.  Arten är reproducerande i Sverige. Inga underarter finns listade i Catalogue of Life.

## Källor

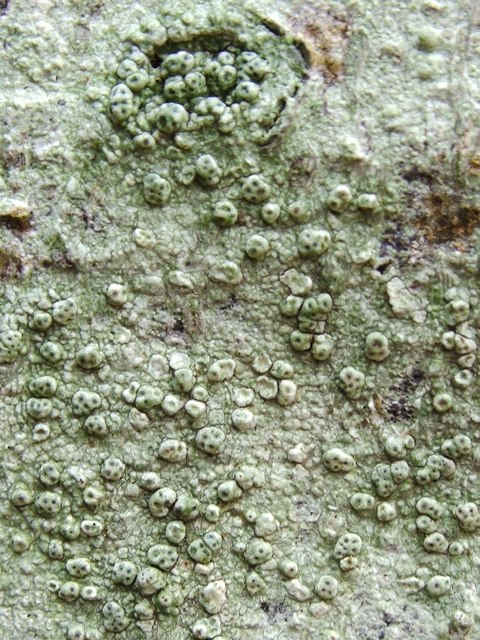